# 1925 Franklin-Adams
1925 Franklin-Adams là một tiểu hành tinh vành đai chính với chu kỳ quỹ đạo là 1489.3272944 ngày (4.08 năm).
Nó được phát hiện ngày 9 tháng 9 năm 1934. Nó được đặt theo tên nhà thiên văn học nghiệp dư Anh John Franklin-Adams (1843–1912).